# Zhang Yuhan
Zhang Yuhan (en chino: 张雨涵; Wuhan, 6 de enero de 1995) es una deportista china que compite en natación, especialista en el estilo libre.
Ganó una medalla de plata en el Campeonato Mundial de Natación de 2017 y una medalla de oro en el Campeonato Mundial de Natación en Piscina Corta de 2018, ambas en la prueba de 4 × 200 m libre. Participó en los Juegos Olímpicos de Río de Janeiro 2016, ocupando el cuarto lugar en la misma prueba.

## Palmarés internacional
| Campeonato Mundial                  | Campeonato Mundial | Campeonato Mundial | Campeonato Mundial |
| Año                                 | Lugar              | Medalla            | Prueba             |
| ----------------------------------- | ------------------ | ------------------ | ------------------ |
| 2017                                | Budapest (Hungría) | Medalla de plata   | 4 × 200 m libre    |
| Campeonato Mundial en Piscina Corta |                    |                    |                    |
| Año                                 | Lugar              | Medalla            | Prueba             |
| 2018                                | Hangzhou (China)   | Medalla de oro     | 4 × 200 m libre    |